# Trangahy
Trangahy – miasto i gmina (kaominina) w dystrykcie Antsalova, w regionie Melaky na Madagaskarze.

## Geografia
Miejscowość położona jest około 7 km na północ od rzeki Manambolo.

## Demografia i ekonomia
W 2001 roku oszacowano liczbę jego mieszkańców na 8 140. W mieście dostępna jest edukacja podstawowa i wczesna średnia. 60% ludności pracującej trudni się rolnictwem, a 20% hodowlą zwierząt. Główną rośliną uprawną jest tu ryż, a do innych należą  trzcina cukrowa, maniok jadalny i banany. Dodatkowo 20% ludności zajmuje się połowem ryb.